# TZ Arietis
TZ Arietis is een vlamster in het sterrenbeeld Ram met een spectraalklasse van M4.5V.
De afstand van de ster is 14,6 lichtjaar en de schijnbare magnitude 12,3.